# Сомпи (Ельблонзький повіт)
Сомпи (пол. Sąpy, нім. Sumpf) — село в Польщі, у гміні Млинари Ельблонзького повіту Вармінсько-Мазурського воєводства.
Населення — 142 особи (2011).
У 1975-1998 роках село належало до Ельблонзького воєводства.

## Демографія
Демографічна структура станом на 31 березня 2011 року:
|          | Загалом | Допрацездатний вік | Працездатний вік | Постпрацездатний вік |
| -------- | ------- | ------------------ | ---------------- | -------------------- |
| Чоловіки | 66      | 12                 | 48               | 6                    |
| Жінки    | 76      | 21                 | 44               | 11                   |
| Разом    | 142     | 33                 | 92               | 17                   |